# Сазонов, Алексей Николаевич
Алексей Николаевич Сазонов (27 октября 1910, Москва — 27 декабря 1993, Москва) — советский организатор кинопроизводства, сценарист.

## Биография
Родился 27 октября 1910 года в Москве.
Литературную деятельность начал в 1931 году на студии «Востоккино», написав сценарий документального фильма «У большой топки».
В 1935 году окончил сценарный факультет Всесоюзного государственного института кинематографии.
В 1936—1940 годах работал редактором сценарного отдела киностудии «Мосфильм», в 1940—1943 годах — начальником сценарного отдела киностудии «Союздетфильм».
В 1943–1946 годах главный редактор Главного управления по производству художественных фильмов Комитета по делам кинематографии при СНК СССР.
С 1946 года инструктор отдела (сектора) кинематографии Управления пропаганды и агитации ЦК ВКП(б).
С декабря 1954 по май 1960 года заведующий сектором кинематографии отдела науки и культуры ЦК КПСС.
В 1960–1963 годах начальник Главного управления по производству фильмов Комитета по кинематографии при Совете Министров РСФСР, затем начальник Управления по производству научно-популярных и хроникально-документальных фильмов Комитета по кинематографии при Совете Министров СССР, секретарь парткома Комитета по кинематографии при Совете Министров СССР (освобожден от должности 23 апреля 1966 года). 
Автор сценария фильма «Небо зовёт» (1959, в соавторстве с Е. Помещиковым и М. Карюковым).
Награждён орденом Трудового Красного Знамени (06.03.1950).
Похоронен на Химкинском кладбище.

## Фильмография

### Сценарист
- 1941 — Боевой киносборник № 7 (Белая ворона, Ровно в семь)
- 1946 — Тихая поляна (анимационный)
- 1959 — Небо зовёт
- 1959 — Три дровосека (анимационный)
- 1960 — Мурзилка и великан (анимационный)
- 1961 — Стрекоза и муравей (анимационный)
- 1966 — Последний жулик